# 50. Golden Globe-gála
Az 50. Golden Globe-gálára 1993. január 23-án, vasárnap került sor, az 1992-ben mozikba, vagy képernyőkre került amerikai filmeket, illetve televíziós sorozatokat díjazó rendezvényt a kaliforniai Beverly Hillsben, a Beverly Hilton Hotelben tartották meg.
Az 50. Golden Globe-gálán Lauren Bacall vehette át a Cecil B. DeMille-életműdíjat.

## Filmes díjak
A díjazottak félkövérrel vannak jelölve.

### Legjobb film (dráma)
- Egy asszony illata
  - Síró játék
  - Egy becsültbeli ügy
  - Szellem a házban
  - Nincs bocsánat

### Legjobb film (musical vagy vígjáték)
- A játékos
  - Aladdin
  - Elvarázsolt április
  - Első állomás Las Vegas
  - Apáca show

### Legjobb színész (dráma)
- Al Pacino – Egy asszony illata
  - Tom Cruise – Egy becsültbeli ügy
  - Robert Downey Jr. – Chaplin
  - Jack Nicholson – Hoffa
  - Denzel Washington – Malcolm X

### Legjobb színész (musical vagy vígjáték)
- Tim Robbins – A játékos
  - Nicolas Cage – Első állomás Las Vegas
  - Billy Crystal – Mr. Saturday Night
  - Marcello Mastroianni – Lestrapált emberek
  - Tim Robbins – Bob Roberts

### Legjobb színésznő (dráma)
- Emma Thompson – Szellem a házban
  - Mary McDonnell – Szerelem-hal
  - Michelle Pfeiffer – A szeretet földje
  - Susan Sarandon – Lorenzo olaja
  - Sharon Stone – Elemi ösztön

### Legjobb színésznő (musical vagy vígjáték)
- Miranda Richardson – Elvarázsolt április
  - Geena Davis – Micsoda csapat!
  - Whoopi Goldberg – Apáca show
  - Shirley MacLaine – Lestrapált emberek
  - Meryl Streep – Jól áll neki a halál

### Legjobb mellékszereplő színész
- Gene Hackman – Nincs bocsánat
  - Jack Nicholson – Egy becsültbeli ügy
  - Chris O’Donnell – Egy asszony illata
  - Al Pacino – Glengarry Glen Ross
  - David Paymer – Mr. Saturday Night

### Legjobb mellékszereplő színésznő
- Joan Plowright – Elvarázsolt április
  - Geraldine Chaplin – Chaplin
  - Judy Davis – Férjek és feleségek
  - Miranda Richardson – Végzet
  - Alfre Woodard – Szerelem-hal

### Legjobb rendező
- Clint Eastwood (Nincs bocsánat)
  - Robert Altman (A játékos)
  - James Ivory (Szellem a házban)
  - Robert Redford (Folyó szeli ketté)
  - Rob Reiner (Egy becsültbeli ügy)

### Legjobb forgatókönyv
- Egy asszony illata – Bo Goldman
  - Egy becsültbeli ügy – Aaron Sorkin
  - Szellem a házban – Ruth Prawer Jhabvala
  - A játékos – Michael Tolkin
  - Nincs bocsánat – David Webb Peoples

### Legjobb eredeti betétdal
- A Whole New World – Aladdin - Alan Menken és Tim Rice
  - "Friend Like Me" – Aladdin
  - "Prince Ali" – Aladdin
  - "This Used to Be My Playground" – Micsoda csapat!
  - "Beautiful Maria of My Soul" – A mambó királyai

### Legjobb eredeti filmzene
- Aladdin – Alan Menken
  - 1492 – A Paradicsom meghódítása – Vangelis
  - Elemi ösztön – Jerry Goldsmith
  - Chaplin – John Barry
  - Az utolsó mohikán – Randy Edelman és Trevor Jones

### Legjobb idegen nyelvű film
- Indokína – Franciaország
  - Minden áldott reggel – Franciaország
  - Urga – Oroszország
  - Szeress Mexikóban – Mexikó
  - Istók – Németország

## Televíziós díjak
A díjazottak félkövérrel vannak jelölve.

### Legjobb televíziós sorozat (dráma)
- Miért éppen Alaszka?
  - Beverly Hills 90210
  - Homefront
  - I'll Fly Away
  - Sisters

### Legjobb televíziós sorozat (musical vagy vígjáték)
- Roseanne
  - Brooklyn Bridge
  - Cheers
  - Kisvárosi mesék
  - Murphy Brown

### Legjobb televíziós minisorozat vagy tévéfilm
- Sinatra
  - Citizen Cohn
  - Drágakövek
  - Miss Rose White
  - Sztálin

### Legjobb színész, televíziós sorozat (dráma)
- Sam Waterston – I'll Fly Away
  - Jason Priestley – Beverly Hills 90210
  - Rob Morrow – Miért éppen Alaszka?
  - Scott Bakula – Quantum Leap – Az időutazó
  - Mark Harmon – Reasonable Doubts

### Legjobb színész, televíziós sorozat (musical vagy vígjáték)
- John Goodman – Roseanne
  - Tim Allen  – Házi barkács
  - Ted Danson –  Cheers
  - Craig T. Nelson – Coach
  - Ed O’Neill – Egy rém rendes család
  - Burt Reynolds – Kisvárosi mesék
  - Will Smith – Kaliforniába jöttem

### Legjobb színész, televíziós minisorozat vagy tévéfilm
- Robert Duvall – Sztálin
  - Anthony Andrews – Drágakövek
  - Philip Casnoff – Sinatra
  - Jon Voight – The Last of His Tribe
  - James Woods – Citizen Cohn

### Legjobb színésznő, televíziós sorozat (dráma)
- Regina Taylor – I'll Fly Away
  - Mariel Hemingway – Civil Wars
  - Angela Lansbury – Gyilkos sorok
  - Marlee Matlin – Reasonable Doubts
  - Janine Turner – Miért éppen Alaszka?

### Legjobb színésznő, televíziós sorozat (musical vagy vígjáték)
- Roseanne Barr – Roseanne
  - Kirstie Alley – Cheers
  - Candice Bergen – Murphy Brown
  - Helen Hunt – Megőrülök érted
  - Katey Sagal – Egy rém rendes család

### Legjobb színésznő, televíziós minisorozat vagy tévéfilm
- Laura Dern –Zuhanás után
  - Drew Barrymore – Guncrazy
  - Katharine Hepburn – A férfi fentről
  - Jessica Lange – O Pioneers!
  - Kyra Sedgwick – Miss Rose White

### Legjobb mellékszereplő színész, televíziós sorozat, televíziós minisorozat vagy tévéfilm
- Maximilian Schell – Sztálin
  - Jason Alexander – Seinfeld
  - John Corbett – Miért éppen Alaszka?
  - Hume Cronyn – Broadway Bound
  - Earl Holliman – Delta
  - Dean Stockwell – Quantum Leap – Az időutazó

### Legjobb mellékszereplő színésznő, televíziós sorozat, televíziós minisorozat vagy tévéfilm
- Joan Plowright – Sztálin
  - Olympia Dukakis – Sinatra
  - Laurie Metcalf – Roseanne
  - Park Overall – Empty Nest
  - Amanda Plummer – Miss Rose White
  - Gena Rowlands – Őrült a szerelemben

## Különdíjak

### Cecil B. DeMille-életműdíj
A Cecil B. DeMille-életműdíjat Lauren Bacall vehette át.

### Miss/Mr.Golden Globe
- Erin Hamilton[4]

## Fordítás
- Ez a szócikk részben vagy egészben  a(z)   50th Golden Globe Awards című angol Wikipédia-szócikk ezen változatának fordításán alapul.  Az eredeti cikk szerkesztőit annak laptörténete sorolja fel. Ez a jelzés csupán a megfogalmazás eredetét és a szerzői jogokat jelzi, nem szolgál a cikkben szereplő információk forrásmegjelöléseként.